# 바예주

바예 주의 위치

바예주(스페인어: Valle)는 온두라스 남부에 위치한 주로 주도는 나카오메이며 면적은 1,565km2, 인구는 160,346명(2005년 기준)이다. 9개 지방 자치체를 관할한다. 남쪽으로는 폰세카만과 접하며 서쪽으로는 엘살바도르와 국경을 접한다.